# مايلز أيكين
مايلز أيكين (بالإنجليزية: Miles Aiken)‏ مواليد 27 ديسمبر 1941 في نيويورك، هو مدرب كرة سلة أمريكي ولاعب معتزل. بدأ مسيرته الاحترافية في سنة 1965. يبلغ طوله 6 قدم 6 بوصة (2.0 م). اعتزل اللعب في 1970. لعب مع ريال مدريد لكرة السلة في ليغا أيه سي بي.